# レバン・コビアシビリ
レバン・コビアシビリ（ლევან კობიაშვილი、1977年7月10日 - ）は、グルジア (現国名 : ジョージア) ・トビリシ出身の元サッカー選手。ジョージア代表でもあった。現役時代のポジションはMF（左サイドハーフ）、DF。

## 経歴

### クラブ
ジョージアの数々のクラブを渡り歩き、1998年にSCフライブルクへレンタル移籍。後に完全移籍を果たし、2000-01シーズンはフライブルクは6位と大躍進を遂げ、主力の一人として活躍した。2003-04シーズンにシャルケ04へ移籍し、一時代を築き上げた。
2009年12月20日、ヘルタ・ベルリンへ移籍し、副将として若手主体のチームを牽引してきた。しかし、2012年5月15日に行われた2部3位のフォルトゥナ・デュッセルドルフと対戦した際、審判に暴行を行い、2013年5月16日までの1年間、練習試合を含むすべての試合の出場停止処分が課された。しかし最終的には2012年12月31日までの約7ヶ月半の出場停止（ブンデスリーガ史上最長の出場停止期間）の処分確定となる。ただし、審判への暴力についてはコビアシビリ本人ははっきり認めておらず、真偽については不明のままである。処分決定後、所属のヘルタ・ベルリンとも契約更新を行う。2014年のシーズン終了をもって現役引退。
2015年10月、ジョージアサッカー協会の会長に就任した。

### 代表
2011年10月12日、ギリシャ戦において、ジョージア代表としては初めての100試合出場を達成。これは2011年12月現在、ジョージアにおける最多出場記録となっている。

## 所属クラブ
- FCオリンピ・ルスタヴィ 1993-1994
- FCディナモ・トビリシ 1995-1998

→ FCアラニア・ウラジカフカス 1997 （loan）
- SCフライブルク 1998-2003
- シャルケ04 2003-2009
- ヘルタ・ベルリン 2010-2014